# Cerdale ionthas
Cerdale ionthas е вид бодлоперка от семейство Microdesmidae.

## Разпространение и местообитание
Видът е разпространен в Еквадор, Колумбия, Коста Рика, Никарагуа и Панама.
Среща се на дълбочина около 1 m.

## Описание
На дължина достигат до 7,5 cm.